# Friedrich Wilhelm Riemer

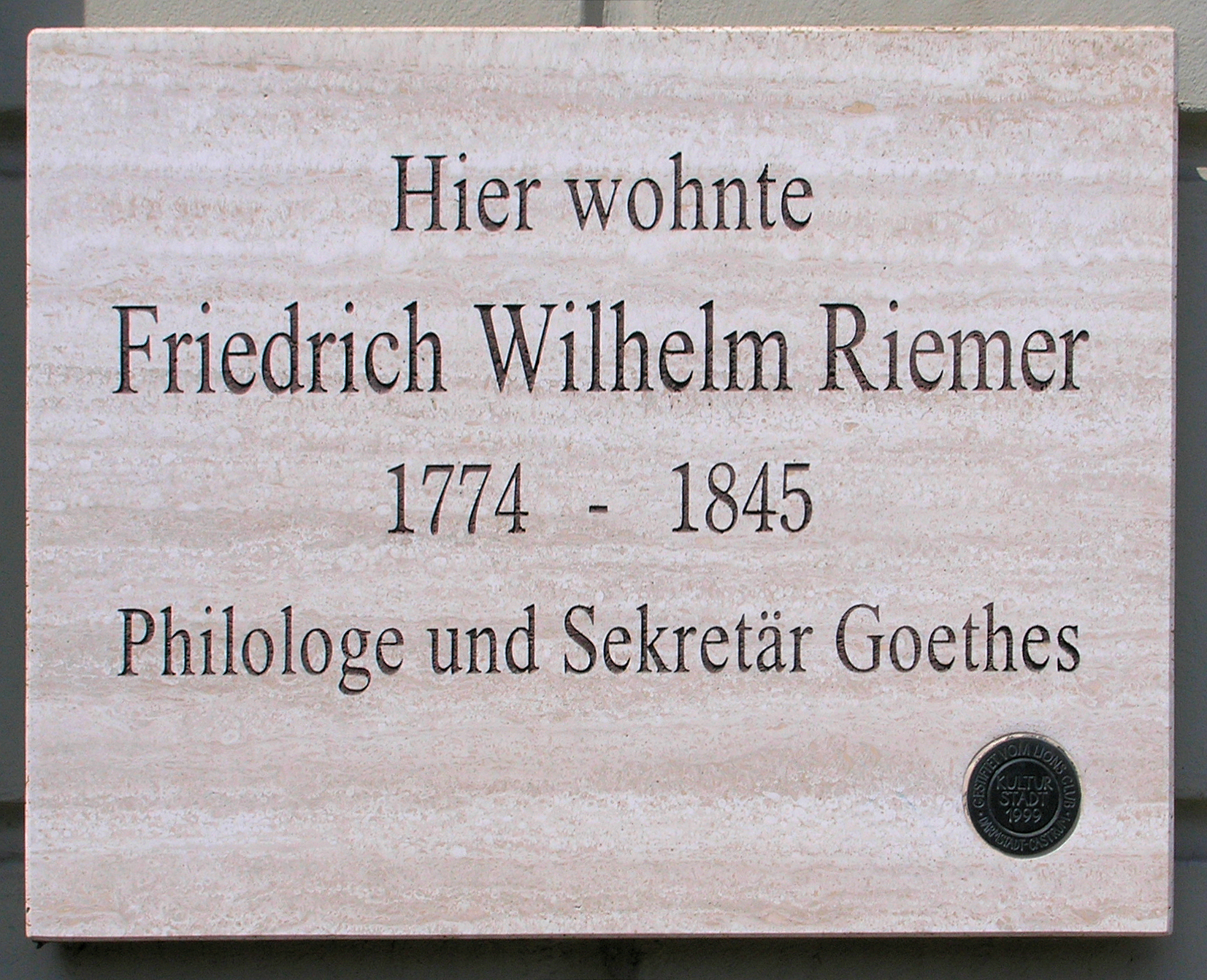
Tablica pamiątkowa na kamienicy przy Amalienstrasse 2 w Weimarze, w której mieszkał Riemer

Friedrich Wilhelm Riemer, pseud. Silvio Romano, (ur. 19 kwietnia 1774 w Kłodzku, zm. 19 grudnia 1845 w Weimarze) – niemiecki bibliotekarz, profesor filologii germańskiej; nauczyciel domowy Wilhelma von Humboldta i Johanna Wolfganga von Goethego, a później wydawca jego dzieł; uwieczniony przez Manna w Lotcie z Weimaru.

## Życiorys
Urodził się w 1774 roku w Kłodzku jako syn miejscowego urzędnika. W wieku 13 lat rozpoczął naukę w Gimnazjum św. Marii Magdaleny we Wrocławiu. Ze względu na swój czytelny i wyraźny charakter pisma zwrócił tam na siebie uwagę rektora szkoły Johanna Caspara Friedricha Manso. Przepisywał jego eseje, recenzje i wiersze. Za te usługi otrzymywał pieniądze, co pozwoliło mu na utrzymanie się we Wrocławiu. W 1794 roku ukończył Magdalenum i za poleceniem Manso rozpoczął studia teologiczne i filologiczne w Halle. W tym czasie był nauczycielem domowym dzieci Wilhelma von Humboldta, a także towarzyszył mu w jego podróżach badawczych do Włoch.
4 września 1803 roku przeniósł się do Weimaru, gdzie pracował w domu Goethego. W latach 1803–1808 był nauczycielem jego syna, Augusta. W 1806 roku towarzyszył mu w kuracji w Karlovych Varach. Stał się jednym z najbardziej zaufanych współpracowników pisarza.
W latach 1812–1821 wykładał w Gimnazjum Wilhema Ernesta we Weimarze. Od 1814 roku był jednocześnie bibliotekarzem w Bibliotece Weimarskiej, zastępując na tym stanowisku Christiana Augusta Vulpiusa. 22 stycznia 1831 roku otrzymał od Goethego prawo do publikacji jego prac, które wydawał do 1842 roku. W latach 1816–1819 wydał dwa własne tomiki poezji Blumen und Blätter pod pseudonimem Silvio Romano. Zmarł w 1845 roku w Weimarze.